# Provincia de Boulgou
Boulgou es una de las 45 provincias de Burkina Faso, su capital es Tenkodogo.

## Departamentos (población estimada a 1 de julio de 2018)
La provincia está dividida en ocho departamentos:
- Bagré 44,236
- Bané 34,309
- Béguédo 27,427
- Bissiga 36,820
- Bittou 104,927
- Boussouma 37,375
- Garango 100,870
- Komtoèga 29,611
- Niaogho 26,271
- Tenkodogo 170,665
- Zabré 112,814
- Zoaga 14,589
- Zonsé 26,870